# Shao Yaqi
Dans ce nom chinois, le nom de famille, Shao, précède le nom personnel.
Pour les articles homonymes, voir Shao.
Shao Yaqi, née le 28 novembre 1996, est une sabreuse chinoise.

## Carrière
Shao Yaqi est médaillée d'argent en individuel et médaillée d'or par équipes aux Championnats d'Asie d'escrime 2016 à Wuxi. Elle est médaillée d'or par équipes aux Championnats d'Asie d'escrime 2018 à Bangkok.
Elle obtient la médaille d'argent en individuel et par équipes aux Jeux asiatiques de 2018 à Jakarta. Aux Championnats d'Asie d'escrime 2019 à Chiba, elle obtient le titre par équipes tandis qu'elle se pare de la médaille d'argent par équipes aux Jeux mondiaux militaires d'été de 2019 à Wuhan.